# Club Bàsquet Santa Rosa de Lima Horta
El Club Bàsquet Santa Rosa de Lima Horta (CB Santa Rosa de Lima Horta) és un club de basquetbol femení de Barcelona, fundat l'any 1989. Va nàixer sota la tutela del col·legi Santa Caterina de Siena. Gràcies al premi del Sorteig Extraordinari de Nadal de 1992 l'entitat va rebre un impuls econòmic per remodelar el seu pavelló i enfortir les seves seccions. El sènior femení aconseguí l'ascens a la Lliga espanyola de bàsquet la temporada 1998-99, on hi participà durant dues temporades. L'equip va aconseguir el subcampionat de la Lliga catalana de bàsquet en 2000 i 2001. Per altra banda, en categories inferiors el club ha sigut campió de Catalunya i d'Espanya en diverses ocasions. Al final de la temporada 2000-01 va baixar a la Lliga Femenina 2 i posteriorment, ha competit la nova categoria estatal, la Lliga Challenge. L'entitat hortenca ha guanyat tres títols, dues Lligues catalanes 2 (2005 i 2017) i una Lliga catalana Challenge (2024).

## Palmarès
- 1 Lliga catalana Challenge (2024-25)

- 2 Lligues catalanes de bàsquet 2 (2005-06, 2017-18)